# Acide aminométhylphosphonique
Pour les articles homonymes, voir AMPA (homonymes).
Ne pas confondre avec AMPA, neurotransmetteur agoniste des récepteurs AMPA
L'acide aminométhylphosphonique (parfois abrégé en AMPA d'après son nom anglais : aminomethylphosphonic acid), est un acide organique faible, doté d'un groupement phosphonate, de masse molaire 111,04 g/mol.
Ce composé est le principal produit de dégradation du glyphosate (désherbant le plus utilisé au monde),.
En tant que tel il est abondamment retrouvé dans l'environnement (sol, eaux superficielles ou souterraines et même dans la pluie) des régions cultivées,.
Il peut également provenir de la dégradation des phosphonates organiques (aminopolyphosphates) tels que l'ATMP (acide méthylène phosphonique), l'EDTMP et le DTPMP issus de l'industrie chimique, notamment des détergents industriels et domestiques,. Étant donné que les phosphonates sont utilisés en grande quantité dans les détergents, les agents contre la corrosion et la formation du tartre dans les eaux de refroidissement et d'alimentation des chaudières ainsi que dans l'industrie textile et du papier, il n'est pas facile de déterminer la source de l'AMPA dans les eaux de surface et la nappe phréatique,.
Comme pour tous les autres phosphonates, la liaison entre l'atome de phosphore et celui de carbone est très stable chimiquement.

## Toxicité
Dans les années 1990, la toxicité et l'écotoxicité de l'AMPA est généralement jugée comparable à celle du glyphosate (nocif à 0,5 ppm).

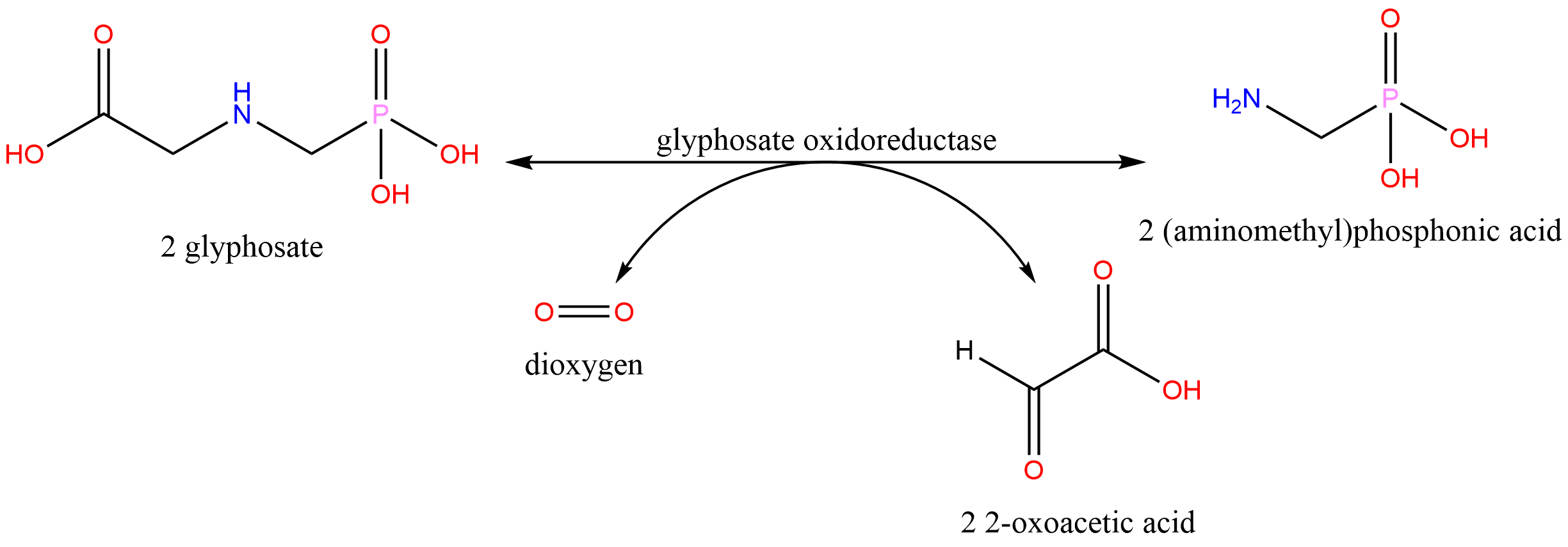
Métabolisation du glyphosate et formation d'acide aminométhylphosphonique.

## Dégradation ou biodégradation
En laboratoire, l'AMPA se décompose plus rapidement en présence d'oxyde de manganèse comme catalyseur, mais en conditions naturelles, dans le sol ou l'eau, l'oxyde de manganèse n'est généralement présent qu'à l'état de traces.
La dégradation microbienne de l'AMPA semble être la voie de dégradation la plus probable ; il se dégrade alors en acide phosphorique, et in fine en dioxyde de carbone et phosphate inorganique.